# Tigzirt
Tigzirt é uma pequena cidade localizada na província de Tizi Ouzou, Argélia. Em 2008, sua população era de 11 962 habitantes.